# Sierra de San Pedro Mártir
Pour les articles homonymes, voir San Pedro Mártir.
La sierra de San Pedro Mártir (littéralement, en français, « chaîne de Saint Pierre Martyr ») est une chaîne de montagnes qui s'étend du nord au sud le long de la partie médiane du nord-ouest de la Basse-Californie au Mexique. Son point culminant est Picacho del Diablo (3 096 m), ou cerro de la Encantada, également point culminant de l'ensemble de la péninsule de Basse-Californie.

## Géographie et écologie

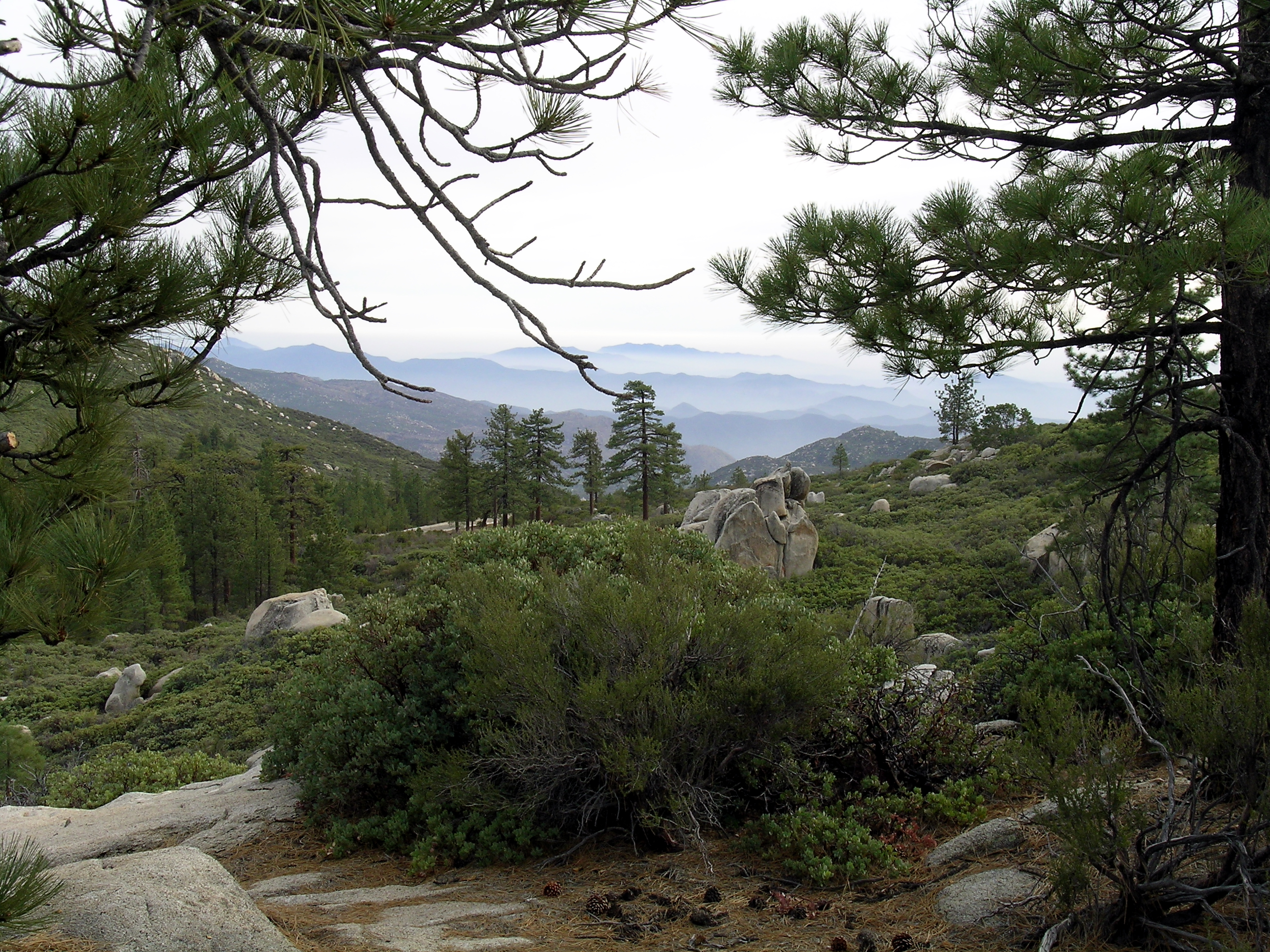
Paysage du site.

La sierra de San Pedro Mártir est l'une des chaînes de montagnes des Peninsular Ranges qui vont du sud de la Californie à l'extrémité sud de la péninsule de Baja California. La région a une flore très similaire à celle de la sierra de Juárez, juste au nord. Ces forêts, qui sont entourées à basse altitude par un chaparral et un désert arbustif, sont connues sous le nom de forêts de pins et de chênes de la Sierra de Juárez et San Pedro Martir. La flore est distincte de la flore du reste du Mexique, et abrite avec les montagnes Laguna et San Jacinto de nombreuses espèces de plantes typiques du sud-ouest de la Californie. On y trouve ainsi des espèces de conifères comme le Sapin du Colorado, le Pin à sucre et le Pin de Jeffrey. La neige couvre habituellement les plus hauts sommets de la chaîne pendant l'hiver. La sierra de Pedro Mártir est la limite sud du Palmier jupon, Washingtonia filifera.
Des Condors de Californie nés en captivité ont été introduits à la vie sauvage dans la Sierra de San Pedro Martir, permettant d'en voir pour la première fois depuis 1937.

## Activités
Le parc national Sierra de San Pedro Mártir a été créé par décret présidentiel en 1974, protégeant ainsi une zone de 650 km2. Il a été le premier des deux parcs nationaux établis sur la péninsule de Baja California, l'autre étant le parc national Constitución de 1857 dans la sierra de Juárez, plus au nord.
L'observatoire astronomique national est situé à une altitude de 2 830 m. Il a été construit en 1975 et possède plusieurs grands télescopes dont le plus important fait 2,10 m de diamètre. L'observatoire tire parti de son altitude élevée, avec généralement un ciel clair, la faible humidité relative, une pollution atmosphérique faible, des interférences lumineuses limitées et de faibles niveaux d'interférence radio.